# Franziskanerkloster (Forcalquier)

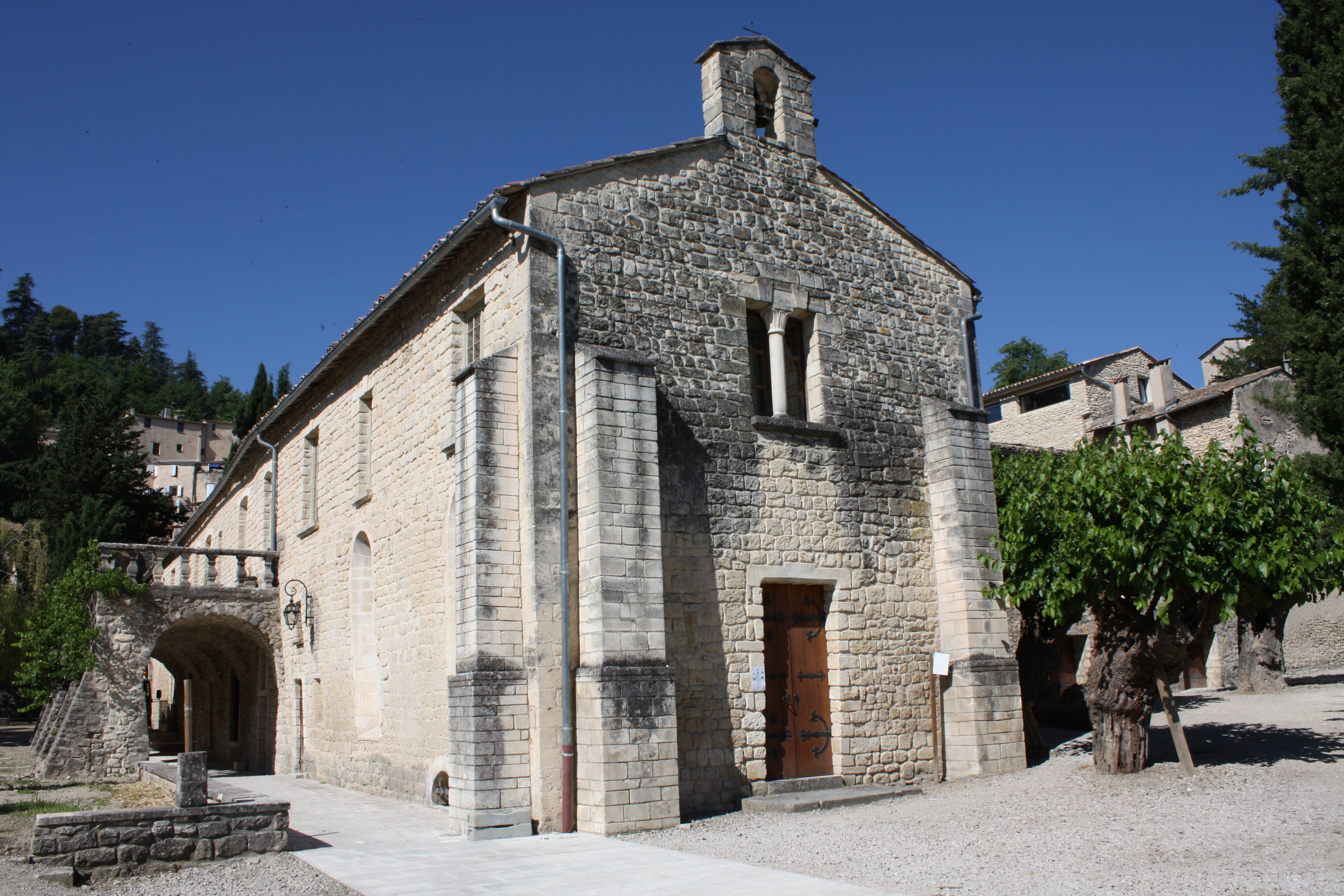
Kapelle der Franziskaner in Forcalquier

Das Franziskanerkloster in Forcalquier, einer französischen Gemeinde im Département Alpes-de-Haute-Provence in der Region Provence-Alpes-Côte d’Azur, wurde im 13. Jahrhundert errichtet. Das ehemalige Kloster ist seit 1968 ein geschütztes Baudenkmal (Monument historique).

## Geschichte
Das Kloster der Franziskaner wurde um 1236 an der Stelle eines ehemaligen Benediktinerpriorats errichtet. Dies war eine der ersten Niederlassungen der Franziskaner in der Provence. Die Gebäude wurden während der Hugenottenkriege schwer beschädigt und der Konvent erlebte danach seinen Niedergang. Bei der Säkularisation während der Revolution lebten nur noch zwei Mönche im Kloster. Nachdem die Gebäude lange Zeit als Bauernhof dienten, kaufte die Gemeinde Forcalquier das ehemalige Kloster und ließ es ab 1963 renovieren.

## Gebäude
Von der Klosteranlage, heute von der Université européenne des senteurs et des saveurs genutzt, sind noch Teile der Kirche, eine Krypta, der wiederhergestellte gotische Kreuzgang aus dem 14. Jahrhundert und die Kapelle vorhanden. Ebenfalls sind noch der Bibliotheksaal und das Skriptorium erhalten.